# São Lourenço da Mata
São Lourenço da Mata là một đô thị thuộc bang Pernambuco, Brasil. Đô thị này có diện tích 264,48 km², dân số năm 2007 là 95239 người, mật độ 360,1 người/km².